# Eredivisie 2007/08
Die Eredivisie 2007/08 war die 52. Spielzeit der höchsten niederländischen Fußballliga. Sie begann am 17. August 2007 mit dem Spiel SC Heerenveen – Willem II Tilburg und endete am 20. April 2008.
Meister wurde zum 21. Mal PSV Eindhoven. Absteigen mussten VVV-Venlo und Excelsior Rotterdam.

## Modus
Die 18 Mannschaften spielten an insgesamt 34 Spieltagen aufgeteilt in einer Hin- und einer Rückrunde jeweils zwei Mal gegeneinander. Die Mannschaften auf den Plätzen 2 bis 13 ermittelten in 16 Play-off-Spielen 6 weitere Europapokal-Teilnehmer.
Excelsior Rotterdam beendete die Saison auf dem letzten Tabellenplatz und musste somit in die Erste Division absteigen. Die Teams auf den Plätzen 16 und 17 spielten in weiteren 20 Relegationsspielen gegen die Mannschaften auf Platz 2 bis 9 der Ersten Division um den Verbleib bzw. Aufstieg in die Eredivisie. BV De Graafschap konnte in der Liga bleiben, während VVV-Venlo absteigen musste und durch ADO Den Haag ersetzt wurde. Der zweite Aufsteiger war der FC Volendam, der Tabellenerste der Ersten Division.

## Teilnehmer und ihre Spielstätten
| Verein              | Stadion                    | Kapazität |
| ------------------- | -------------------------- | --------- |
| Ajax Amsterdam      | Amsterdam Arena            | 55.500    |
| Feyenoord Rotterdam | De Kuip                    | 51.177    |
| PSV Eindhoven       | Philips Stadion            | 35.000    |
| Vitesse Arnheim     | GelreDome                  | 29.600    |
| SC Heerenveen       | Abe-Lenstra-Stadion        | 26.800    |
| FC Utrecht          | Stadion Galgenwaard        | 24.500    |
| FC Groningen        | Euroborg                   | 20.000    |
| Roda JC Kerkrade    | Parkstad Limburg Stadion   | 20.000    |
| AZ Alkmaar          | DSB Stadion                | 17.023    |
| NAC Breda           | Rat-Verlegh-Stadion        | 17.000    |
| Willem II Tilburg   | König-Wilhelm-II.-Stadion  | 14.700    |
| Twente Enschede     | Arke Stadion               | 13.500    |
| NEC Nijmegen        | McDOS Goffertstadion       | 12.600    |
| BV De Graafschap    | Stadion De Vijverberg      | 12.600    |
| Sparta Rotterdam    | Sparta Stadion Het Kasteel | 11.000    |
| Heracles Almelo     | Polman Stadion             | 08.800    |
| VVV-Venlo           | De Koel                    | 08.000    |
| Excelsior Rotterdam | Stadion Woudestein         | 03.500    |

## Abschlusstabelle
| Pl. | Verein               | Sp. | S  | U  | N  | Tore    | Diff. | Punkte |
| --- | -------------------- | --- | -- | -- | -- | ------- | ----- | ------ |
| 1.  | PSV Eindhoven (M)    | 34  | 21 | 9  | 4  | 065:240 | +41   | 72     |
| 2.  | Ajax Amsterdam (P)   | 34  | 20 | 9  | 5  | 094:450 | +49   | 69     |
| 3.  | NAC Breda            | 34  | 19 | 6  | 9  | 048:400 | +8    | 63     |
| 4.  | FC Twente Enschede   | 34  | 17 | 11 | 6  | 052:320 | +20   | 62     |
| 5.  | SC Heerenveen        | 34  | 18 | 6  | 10 | 088:480 | +40   | 60     |
| 6.  | Feyenoord Rotterdam  | 34  | 18 | 6  | 10 | 064:410 | +23   | 60     |
| 7.  | FC Groningen         | 34  | 15 | 6  | 13 | 053:540 | −1    | 51     |
| 8.  | NEC Nijmegen         | 34  | 14 | 7  | 13 | 049:500 | −1    | 49     |
| 9.  | Roda JC Kerkrade     | 34  | 12 | 11 | 11 | 055:550 | ±0    | 47     |
| 10. | FC Utrecht           | 34  | 13 | 7  | 14 | 059:550 | +4    | 46     |
| 11. | AZ Alkmaar           | 34  | 11 | 10 | 13 | 048:530 | −5    | 43     |
| 12. | Vitesse Arnheim      | 34  | 12 | 7  | 15 | 046:550 | −9    | 43     |
| 13. | Sparta Rotterdam     | 34  | 9  | 7  | 18 | 052:760 | −24   | 34     |
| 14. | Heracles Almelo      | 34  | 8  | 8  | 18 | 034:640 | −30   | 32     |
| 15. | Willem II Tilburg    | 34  | 8  | 7  | 19 | 040:490 | −9    | 31     |
| 16. | BV De Graafschap (N) | 34  | 7  | 9  | 18 | 033:640 | −31   | 30     |
| 17. | VVV-Venlo (N)        | 34  | 7  | 8  | 19 | 044:760 | −32   | 29     |
| 18. | Excelsior Rotterdam  | 34  | 7  | 6  | 21 | 032:750 | −43   | 27     |

Platzierungskriterien: 1. Punkte – 2. Tordifferenz – 3. geschossene Tore

| (M) | amtierender Meister     |
| (P) | amtierender Pokalsieger |
| (N) | Neuaufsteiger           |

## Kreuztabelle
|                     | AJX | AZ  | EXC | FEY | GRA | GRO | HEE | HER | NAC | NEC | PSV | RJC | SPA | TWE | UTR | VIT | VVV | WIL |     |
| ------------------- | --- | --- | --- | --- | --- | --- | --- | --- | --- | --- | --- | --- | --- | --- | --- | --- | --- | --- | --- |
| Ajax Amsterdam      |     | 6-1 | 4-0 | 3-0 | 4-1 | 2-2 | 4-1 | 5-1 | 1-3 | 0-0 | 0-2 | 4-2 | 6-2 | 2-2 | 2-0 | 4-1 | 6-1 | 4-1 | AJX |
| AZ Alkmaar          | 2-3 |     | 3-0 | 0-1 | 0-0 | 2-2 | 0-1 | 1-0 | 1-2 | 4-0 | 0-2 | 1-1 | 1-0 | 0-0 | 2-1 | 2-1 | 4-0 | 2-0 | AZ  |
| Excelsior Rotterdam | 2-1 | 1-1 |     | 2-1 | 1-1 | 1-3 | 2-5 | 1-1 | 0-3 | 2-0 | 1-4 | 1-2 | 4-3 | 0-2 | 0-2 | 1-2 | 2-1 | 0-0 | EXC |
| Feyenoord Rotterdam | 2-2 | 2-2 | 1-0 |     | 2-0 | 1-1 | 2-0 | 6-0 | 5-0 | 1-3 | 0-1 | 3-0 | 2-0 | 3-1 | 3-1 | 1-0 | 4-1 | 2-0 | FEY |
| BV De Graafschap    | 1-8 | 1-2 | 1-1 | 1-3 |     | 1-1 | 0-3 | 0-0 | 0-1 | 1-1 | 0-1 | 2-1 | 4-0 | 0-0 | 1-1 | 0-3 | 3-2 | 1-2 | GRA |
| FC Groningen        | 1-2 | 2-1 | 3-2 | 3-2 | 0-2 |     | 0-1 | 1-2 | 1-2 | 5-1 | 2-1 | 1-1 | 1-0 | 1-0 | 0-2 | 0-0 | 1-0 | 1-0 | GRO |
| SC Heerenveen       | 2-4 | 4-0 | 5-0 | 1-1 | 2-3 | 4-2 |     | 9-0 | 3-0 | 2-3 | 2-1 | 4-3 | 3-3 | 1-2 | 2-3 | 7-0 | 5-1 | 0-0 | HEE |
| Heracles Almelo     | 0-1 | 2-1 | 2-0 | 3-3 | 2-0 | 1-2 | 2-2 |     | 0-1 | 0-2 | 0-2 | 0-0 | 2-0 | 0-3 | 2-1 | 2-2 | 0-0 | 1-0 | HER |
| NAC Breda           | 2-3 | 2-3 | 2-0 | 3-1 | 1-0 | 0-3 | 1-5 | 4-1 |     | 1-3 | 1-1 | 0-0 | 3-0 | 1-0 | 1-0 | 1-2 | 0-0 | 1-0 | NAC |
| NEC Nijmegen        | 1-1 | 5-2 | 0-1 | 0-2 | 3-1 | 5-1 | 0-1 | 3-0 | 0-1 |     | 0-0 | 1-1 | 4-2 | 2-2 | 2-0 | 1-0 | 2-2 | 1-0 | NEC |
| PSV Eindhoven       | 0-0 | 1-1 | 2-1 | 4-0 | 4-1 | 3-0 | 1-1 | 2-0 | 2-0 | 5-0 |     | 2-4 | 3-1 | 1-1 | 4-1 | 1-0 | 3-1 | 3-0 | PSV |
| Roda JC Kerkrade    | 2-1 | 1-1 | 3-3 | 1-3 | 1-0 | 5-1 | 1-0 | 2-1 | 0-2 | 0-2 | 1-1 |     | 2-3 | 3-1 | 1-1 | 3-2 | 4-1 | 1-1 | RJC |
| Sparta Rotterdam    | 2-2 | 2-2 | 0-1 | 3-2 | 6-1 | 1-3 | 4-2 | 1-1 | 0-1 | 1-0 | 1-4 | 4-1 |     | 1-1 | 2-1 | 1-2 | 2-0 | 2-2 | SPA |
| FC Twente Enschede  | 2-1 | 2-1 | 1-0 | 2-0 | 2-0 | 3-1 | 1-0 | 2-1 | 1-1 | 3-0 | 0-0 | 0-1 | 1-2 |     | 2-2 | 4-3 | 1-1 | 2-0 | TWE |
| FC Utrecht          | 0-1 | 2-2 | 4-1 | 0-3 | 2-2 | 1-0 | 2-2 | 3-1 | 0-1 | 3-2 | 3-1 | 3-1 | 7-1 | 0-1 |     | 2-4 | 1-4 | 2-0 | UTR |
| Vitesse Arnheim     | 2-2 | 1-0 | 3-0 | 0-1 | 0-2 | 2-1 | 0-1 | 2-0 | 3-3 | 1-0 | 0-1 | 1-1 | 3-0 | 2-2 | 2-2 |     | 1-3 | 1-0 | VIT |
| VVV-Venlo           | 2-2 | 2-3 | 3-1 | 0-0 | 3-0 | 2-5 | 0-4 | 0-5 | 1-3 | 1-2 | 1-1 | 3-5 | 2-0 | 0-2 | 1-2 | 2-0 |     | 1-1 | VVV |
| Willem II Tilburg   | 2-3 | 3-0 | 6-0 | 3-1 | 1-2 | 1-2 | 2-3 | 2-1 | 0-0 | 3-0 | 0-1 | 1-0 | 2-2 | 1-3 | 1-4 | 4-0 | 1-2 |     | WIL |
|                     | AJX | AZ  | EXC | FEY | GRA | GRO | HEE | HER | NAC | NEC | PSV | RJC | SPA | TWE | UTR | VIT | VVV | WIL |     |

## Play-offs

### UEFA Champions League
Teilnehmer: Die Mannschaften auf Platz 2 bis 5

#### Halbfinale
|                    | Gesamt |                | Hinspiel | Rückspiel |
| ------------------ | ------ | -------------- | -------- | --------- |
| SC Heerenveen      | 2:5    | Ajax Amsterdam | 1:2      | 1:3       |
| FC Twente Enschede | 8:1    | NAC Breda      | 3:0      | 5:1       |

#### 3. Platz
|               | Gesamt |           | Hinspiel | Rückspiel |
| ------------- | ------ | --------- | -------- | --------- |
| SC Heerenveen | 2:1    | NAC Breda | 2:1      | 0:0       |

Der SC Heerenveen spielte im UEFA-Pokal 2008/09, NAC Breda für das Play-off-Finale UEFA-Pokal / UI-Cup.

#### Finale
|                    | Gesamt |                | Hinspiel | Rückspiel |
| ------------------ | ------ | -------------- | -------- | --------- |
| FC Twente Enschede | 2:1    | Ajax Amsterdam | 2:1      | 0:0       |

Damit qualifizierte sich der FC Twente Enschede für die dritte Qualifikationsrunde zur UEFA Champions League 2008/09. Ajax Amsterdam nahm am UEFA-Pokal 2008/09 teil.

### UEFA-Pokal
Teilnehmer: Die Mannschaften auf Platz 7 bis 10

#### Halbfinale
|                  | Gesamt |              | Hinspiel | Rückspiel |
| ---------------- | ------ | ------------ | -------- | --------- |
| FC Utrecht       | 3:5    | FC Groningen | 2:2      | 1:3       |
| Roda JC Kerkrade | 0:3    | NEC Nijmegen | 0:1      | 0:2       |

#### Finale
|              | Gesamt |              | Hinspiel | Rückspiel |
| ------------ | ------ | ------------ | -------- | --------- |
| NEC Nijmegen | 4:1    | FC Groningen | 1:0      | 3:1       |

### UEFA-Pokal / UI-Cup
Teilnehmer: NEC Nijmegen als Sieger Play-off UEFA-Pokal und NAC Breda als Vierter der Champions League Play-off.
|              | Gesamt |           | Hinspiel | Rückspiel |
| ------------ | ------ | --------- | -------- | --------- |
| NEC Nijmegen | 7:0    | NAC Breda | 6:0      | 1:0       |

NEC Nijmegen startete im UEFA-Pokal 2008/09 und NAC Breda im UEFA Intertoto Cup 2008

### Relegation
Die Mannschaften auf den Plätzen 16 und 17 der Eredivisie und 2 bis 9 der Eerste Divisie spielten um zwei Startplätze in der darauffolgenden Saison in der Eredivisie.

#### 1. Runde
Teilnehmer: Die Teams auf den Plätzen 6 bis 9 der Eersten Divisie
|                 | Gesamt |               | Hinspiel | Rückspiel |
| --------------- | ------ | ------------- | -------- | --------- |
| Go Ahead Eagles | 1:4    | ADO Den Haag  | 1:1      | 0:3       |
| TOP Oss         | 2:5    | Helmond Sport | 2:2      | 0:3       |

#### 2. Runde
Teilnehmer: Die Sieger der 1. Runde, Platz 2 bis 5 der Eersten Divisie, Platz 16 und 17 der Eredivisie.
|                | Gesamt |                  | Hinspiel | Rückspiel | Spiel 3 |
| -------------- | ------ | ---------------- | -------- | --------- | ------- |
| ADO Den Haag   | 3:1    | VVV-Venlo        | 1:0      | 0:1       | 2:0     |
| MVV Maastricht | 1:6    | RKC Waalwijk     | 1:6      | 0:2       | 0:4     |
| FC Zwolle      | 3:2    | FC Den Bosch     | 0:1      | 2:1       | 1:0     |
| Helmond Sport  | 3:6    | BV De Graafschap | 2:3      | 1:3       | -       |

Damit stand bereits VVV-Venlo als Absteiger fest.

#### 3. Runde
|              | Gesamt |                  | Hinspiel | Rückspiel | Spiel 3 |
| ------------ | ------ | ---------------- | -------- | --------- | ------- |
| ADO Den Haag | 5:4    | RKC Waalwijk     | 1:1      | 2:2       | 2:1     |
| FCZwolle     | 1:3    | BV De Graafschap | 1:3      | 0:0       | -       |

Damit blieben ADO Den Haag und BV De Graafschap in der Eredivisie.

## Die Meistermannschaft des PSV Eindhoven
(In den Klammern hinter den Spielernamen werden die Anzahl der Einsätze und Tore der Meistersaison angegeben)
| 1. | PSV Eindhoven |
|    | - Tor: Heurelho Gomes (34/-) - Abwehr: Carlos Salcido (33/-); Jan Kromkamp (26/1); Dirk Marcellis (26/-); Mike Zonneveld (21/2); Alcides (21/1); Slobodan Rajković (13/-); Eric Addo (12/1); Fagner (3/1); Manuel da Costa (1/-) - Mittelfeld: Timmy Simons (33/4); Otman Bakkal (31/8); Ibrahim Afellay (24/2); Edison Méndez (20/1); Jason Culina (18/1), Balázs Dzsudzsák (17/3); Ismaïl Aissati (16/-); Tom van der Leegte (2/-); Mika Väyrynen (1/-) - Sturm: Danko Lazović (31/11); Danny Koevermans (29/13); Jefferson Farfán (27/9); Kenneth Perez (14/8); Jonathan Reis (3/-); Género Zeefuik (2/-); Arouna Koné (1/-) - Trainer: Sef Vergoossen |

## Torschützenliste

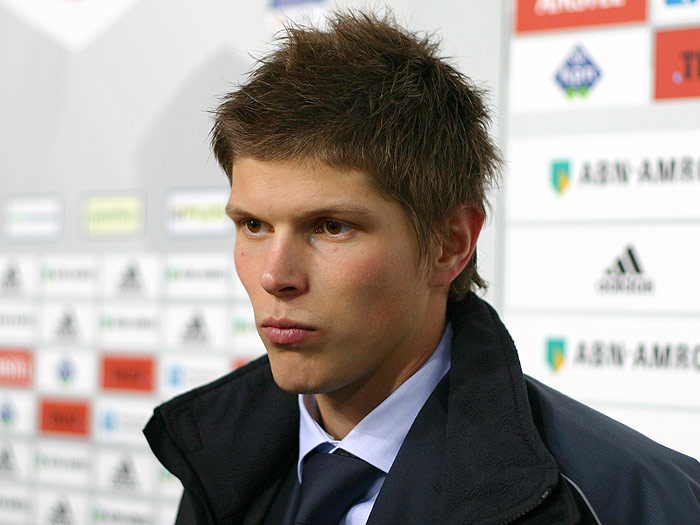
Klaas-Jan Huntelaar. Torschützenkönig der Saison 2007/08

Nur Tore in der regulären Saison werden berücksichtigt.
| Pl. | Name                | Mannschaft                           | Tore |
| --- | ------------------- | ------------------------------------ | ---- |
| 1.  | Klaas-Jan Huntelaar | Ajax Amsterdam                       | 33   |
| 2.  | Blaise Nkufo        | FC Twente Enschede                   | 22   |
| 3.  | Luis Suárez         | Ajax Amsterdam                       | 22   |
| 4.  | Robin Nelisse       | FC Utrecht                           | 16   |
| 5.  | Marcus Berg         | FC Groningen                         | 15   |
| 5.  | Michael Bradley     | SC Heerenveen                        | 15   |
| 5.  | Kenneth Perez       | PSV Eindhoven (8) Ajax Amsterdam (7) | 15   |
| 8.  | Danny Koevermans    | PSV Eindhoven                        | 14   |
| 8.  | Miralem Sulejmani   | SC Heerenveen                        | 14   |
| 10. | Roy Makaay          | Feyenoord Rotterdam                  | 13   |
| 10. | Gerald Sibon        | SC Heerenveen                        | 13   |